# The Goon
The Goon, po polsku także Zbir – amerykańska seria komiksowa autorstwa Erica Powella, ukazująca się nieregularnie od marca 1999 nakładem wydawnictw Avatar Press, Albatross Exploding Funny Books i Dark Horse Comics. Po polsku seria ukazała się w formie tomów zbiorczych nakładem wydawnictw: Taurus Media (pod tytułem Zbir, 2005–2006) i Non Stop Comics (pod tytułem The Goon, 2018–2021).

## Fabuła
Utrzymana w konwencji satyrycznego horroru seria opowiada o Goonie, którego miasteczko opanowały wilkołaki, zombie i inne potwory. Po zachodniej stronie miasta grasują zombie pod wodzą kapłana Bezimiennego. Drugą połowę miasta kontroluje Goon, na którego Bezimienny ciągle nasyła swoich demonicznych poddanych.

## Tomy zbiorcze wydane po polsku

### Wydania w miękkiej oprawie
| Tom | Tytuł i rok wydania polskiego   | Tytuł i rok wydania oryginalnego | Zawartość                                                    |
| --- | ------------------------------- | -------------------------------- | ------------------------------------------------------------ |
| 1   | Ciągle pod górkę część 1 (2005) | Nothin' But Misery (2003)        | Zeszyty The Goon #1–4 wydane przez Avatar Press              |
| 2   | Ciągle pod górkę część 2 (2005) | Nothin' But Misery (2003)        | Zeszyty The Goon #1–4 wydane przez Avatar Press              |
| 3   | Rozróba (2006)                  | The Rough Stuff (2004)           | Zeszyty The Goon #1–3 wydane Albatross Exploding Funny Books |

### Wydania w twardej oprawie
| Tom | Tytuł i rok wydania polskiego   | Tytuł i rok wydania oryginalnego | Zawartość |
| --- | ------------------------------- | -------------------------------- | --- |
| 1   | The Goon: Kolekcja tom 1 (2018) | The Goon Library Book 1 (2015)   | Zeszyty The Goon #1–3 wydane Albatross Exploding Funny Books, #1–4 wydane przez Avatar Press, #1–4 wydane przez Dark Horse Comics, #5–8 oraz zeszyty indywidualne: The Goon Color Special i The Goon Meets the Brothers Mud |
| 2   | The Goon: Kolekcja tom 2 (2019) | The Goon Library Book 2 (2016)   | Zeszyty The Goon #9–18 i powieść graficzna Chinatown and the Mystery of Mr. Wicker |
| 3   | The Goon: Kolekcja tom 3 (2019) | The Goon Library Book 3 (2016)   | Zeszyty The Goon #19–31 |
| 4   | The Goon: Kolekcja tom 4 (2020) | The Goon Library Book 4 (2016)   | Zeszyty The Goon #32–41, indywidualne zeszyty An Irish Wake i The Goon's on Vacation oraz seria poboczna Buzzard #1–3 |
| 5   | The Goon: Kolekcja tom 5 (2021) | The Goon Library Book 5 (2017)   | Zeszyty The Goon #42–53 |